# Iglesia de Santo Domingo de Guzmán (Humanes de Madrid)
La iglesia de Santo Domingo de Guzmán de la localidad de Humanes de Madrid (provincia de Madrid, España) se había levantado en el siglo XVII, utilizando como materiales la piedra, el ladrillo y la cal. Tenía 3 naves, la central más alta y ancha y la entrada estaba en la fachada sur, como la actual. Esta fachada presentaba tres alturas.
Hasta 1936 habían sido muchas las obras para arreglar los desperfectos que se iban produciendo en la iglesia, sobre todo en la torre del Campanario.
Durante la guerra civil española, en agosto de 1936, cayó sobre la iglesia de Santo Domingo una bomba que destruyó gran parte del templo. Solo quedaron en pie la torre de estilo mudéjar toledano como las de Cubas, Griñón o Móstoles y las paredes de la capilla. Se restauró en 1953 la torre y en 1963 la capilla.
Dentro de la iglesia cabe destacar algunos elementos como la capilla del Santísimo Cristo de la Columna, la Virgen de la Guía o el Cristo de la Agonía. La capilla del Santísimo Cristo de la Columna o Milagro es del siglo XVIII, aunque hubo otra anteriormente. Tanto la antigua como la moderna estuvieron decoradas con frescos, los primeros fueron realizados por Juan Bautista Vedo y Juan Antonio Casado a finales del siglo XVII y se desconoce su temática. Los de la nueva capilla recogían escenas bíblicas. De ella dicen las Relaciones de Lorenzana: "En su pobre templo está una capilla de buena y hermosa arquitectura, ideada por Ventura Rodríguez que, deshecha otra antigua, edificó a su costa D.Manuel Martínez Escobar, criado del Rey Nuestro Señor, cerca del año 1758".
Dentro de la capilla se guarda la talla del Cristo de la Columna. Es de madera policromada, del siglo XVII y puede que el mayor logro del escultor que realizó la talla (cuyo nombre se desconoce) fuera darle su impresionante expresión de dolor en el rostro. Aunque no hay datos que puedan aproximar esta leyenda a la verdad histórica, se dice que se hizo con la madera de un ciruelo de Humanes y que el escultor murió antes de poder terminar la figura, poniéndole los ojos de cristal.
La columna que acompaña al Cristo no es la original, que no gustaba a los vecinos de Humanes ni a los de los pueblos vecinos que se referían a la figura como el Cristo del cubeto, por eso se cambió por la actual.
La Virgen del Guía es la imagen más antigua de las que se conservan. Es del siglo XVI de madera policromada. Sujeta al niño con el brazo derecho y sostiene con la otra mano una pera, símbolo de esperanza y de fecundidad.